# Маркграфство Херборн
Маркграфство Херборн (на немски: Herborner Mark; на латински: Herbore marca, Herboremarca) е средновековна територия в днешния район Лан-Дил, в Хесен, Германия.

## История
Наречено е на столицата му град Херборн. Съществува от преди 914 г. като собственост на короната. Споменато е за пръв път на 28 април 1048 г.
За маркграфството се водят битки между графовете на Насау и ландграфовете на Хесен. Тези боеве са наречени „100-годишни Дернбахски битки“ (ок. 1230 до 1333), които завършват с победа на Дом Насау.